# Ribera del Fresno
Ribera del Fresno es un municipio español perteneciente a la provincia de Badajoz (comunidad autónoma de Extremadura).
Se sitúa entre Puebla del Prior y Villafranca de los Barros, a una altitud de 399 metros. Pertenece a la comarca de Tierra de Barros y al Partido judicial de Villafranca de los Barros.
Su superficie es de 185 km², lo que representa el 0,86% del territorio provincial en hectáreas y el 0,0368% del espacio nacional. En cuanto a su relieve es muy  poco accidentado, con pendientes inferiores al 3% y no más del 5% en las más alomadas. 
La hidrografía de Ribera del Fresno discurre en dirección Sur-Norte, con el río Valdemedel y algunos afluentes poco importantes como el Bergil. El Salado, el Moral, el Peo y el regajo del Pozo de San Juan Macías. El río Matachel atraviesa ligeramente el término municipal y sirve de límite al noreste con el término de Palomas.
El clima de la zona es mediterráneo subtropical con características continentales, siendo la temperatura media anual de 16 °C.

## Toponimia
Según la tradición, el nombre de la población se debe a haber existido a orillas del arroyo de Valdemedel un fresno de dimensiones monumentales, el cual,  dio el sobrenombre a esta villa y  a la postre, solicitaría la reina Isabel II trasladar a su palacio, compensando al lugar con la donación de un artístico púlpito de mármol de Estremoz para la iglesia parroquial.
Aunque existen diferentes leyendas respecto a la existencia del Fresno. Una de ellas dice que «Eran tan grande y exuberante que la Reina Isabel, la católica, en uno de sus descansos por estas tierras a causa de la guerra contra los moros en Granada, se paró a descansar junto al fresno y quedó tan maravillada de tan soberbio ejemplar, que aconsejó a las autoridades de Ribera que incluyeran el nombre del árbol al del pueblo, llamándose desde ese día Ribera del Fresno».

## Historia

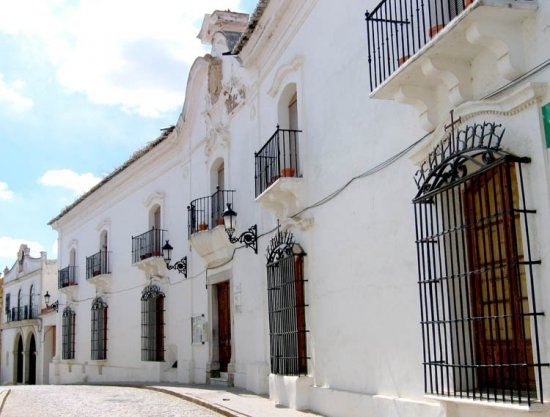
Casa-Palacio de los Vargas-Zúñiga.

En 1594 formaba parte de la provincia León de la Orden de Santiago y contaba con 754 vecinos pecheros.
A la caída del Antiguo Régimen la localidad se constituye en municipio constitucional en la región de Extremadura. Desde 1834 quedó integrado en el Partido judicial de Almendralejo. En el censo de 1842 contaba con 640 hogares y 2420 vecinos.
Hasta 1873 perteneció a la diócesis del Priorato de San Marcos de León, fecha a partir de la cual pasó a la jurisdicción de la diócesis de Badajoz.

## Flora
La flora que brota en el término está ligada a las condiciones climáticas y geográficas. El gran conjunto de especies ha sabido adaptarse al medio ambiente y tiene en cuenta la diversidad de temperaturas y pluviometría que se registran en las diferentes estaciones, siendo pocos los espacios húmedos para la formación de núcleos de arbolados que sirvan para el hábitat de la fauna extremeña.
Desde hace siglos, el hombre empezó a trabajar las tierras, destruyendo gran parte de la flora salvaje para sembrar el producto más beneficioso y que mejor se pudiera adaptar a las peculiaridades del terreno.
Los geógrafos, quienes trazan los planos de las formaciones vegetales, demostraron  que las áreas terrestres se pueden fraccionar en territorios de distintas producciones de vegetación.
A lo largo y ancho de las riberas del río Valdemedel, cerca de  los manantiales y charcas, se dan cita a los álamos, chopos y eucaliptos que constituyen 105 hectáreas aproximadamente. En dichas riberas abundan los juncos, aneas, cañas, adelfas, poleos, hierbabuena, lentejuelas y también otras especies las cuales se ha adaptado bien al medio. 
En huertas, senderos y lindes se abre un gran catálogo de árboles frutales, almendros y chumberas que se entremezclan con productos hortícolas y con la incomparable y siempre presente encina.
Ocupan una zona importante dentro de la vegetación manipulada por el hombre, la hierba y el forraje, sin olvidar los cultivos del cereal, maíz, girasol, etc.
Como nota importante destacar la figura del <<Fresno>>,  un árbol del género fráximus, de la familia de las oleáceas y es uno de los ejemplares más comunes en todo el territorio peninsular. Se caracteriza por su corteza resquebrajada color gris de tronco grueso y fuerte, llegando a alcanzar alturas de 25 a 35 metros; además posee numerosas ramas no muy erguidas con una copa ovalada que junto con sus hojas elípticas, agudas en el ápice y con dientes marginales, le otorga un pomposo y fuerte aspecto señorial. En cuanto a su madera es muy estimada y resistente, que se usa fundamentalmente para la fabricación de tornerías y diferentes instrumentos para juegos deportivos como el remo y el esquí.
El fresno requiere sobre todo humedad, fertilidad, tierras sueltas y abonadas con mantillos.

## Fauna
En toda la zona extremeña se puede encontrar una rica y variada fauna, que a pesar del deterioro ambiental ha logrado sobrevivir y amoldarse al medio en el que vive y al clima cálido de la zona.
Ribera del Fresno cuenta con un término municipal de 18.554 hectáreas de superficie con vegetación, ríos y charcas que dan cobijo a las diferentes familias de la fauna extremeña y sirven a las aves migratorias de parada anual para el descanso y aprovisionamiento de las mismas.
En esta zona, se puede ver un rico abanico de aves, como el águila perdicera, el águila ratonera, el buitre negro, el milano, la lechuza,  el mochuelo, el búho, el zorro, el tejón, la jineta y algunos más con peligro de desaparecer. Las zonas de arbolados protegen del ataque de estas aves rapaces a otras como la perdiz roja, la codorniz la abubilla, la coguta, la cigüeña, la tórtola, la paloma torcaz y zurita, la alondra, la calandria, el jilguero, la garcilla, el vencejo, la golondrina, el zorzal, el herrerillo, el pinzón, el mosquitero, el triguero, etc. Algunas de estas aves como la perdiz y la codorniz  y otros mamíferos como el conejo o la liebre, son las piezas preferidas por los monteros. Por otra parte, se ven algunos jabalíes, posiblemente por la cercanía de la sierra de Hornachos.
Debido al clima seco del región favorece la abundancia de arácnidos y de reptiles tales como la víbora, la serpiente, la culebra de herradura y de escalera, la serpiente de agua, el lagarto, la lagartija, la salamandra, la salamanquesa y el alacrán.
Por las zonas de los ríos y charcas se pueden encontrar bordallos, barbos, lampreas, carpas, topos, galápagos, batracios, etc.

## Demografía
Ribera del Fresno cuenta con una población de 3187 habitantes (INE 2024).
| Gráfica de evolución demográfica de Ribera del Fresno entre 1842 y 2021                                               |
| |
| Población de derecho según los censos de población del INE. Población de hecho según los censos de población del INE. |

## Economía
La economía de la localidad gira en torno al sector primario, principalmente cultivo de la vid y el olivo.
En cuanto al sector secundario, indicar que existen en la localidad dos zonas industriales. Por un lado, cuenta con un polígono industrial situado a la salida de la población, dirección Puebla del Prior y que está en fase de crecimiento, contando actualmente con industria del metal, empresas de áridos, de comercio de cereales, talleres de reparación de vehículos o de fabricación de toldos. Por otro lado, en la carretera que lleva a la localidad de Los Santos de Maimona, existe otra zona donde se concentran numerosas empresas, como talleres mecánicos, taller de chapa y pintura, empresas de materiales de construcción, carpintería, empresa de asfaltado de carreteras o la almazara de la Sociedad Cooperativa de Olivareros y Viticultores de Ribera del Fresno, que además, actualmente está realizando el traslado a estas instalaciones de su sección de bodega de vinos. 
Por último, indicar que el sector terciario representa un peso muy importante en la economía local (cada vez mayor) contando con numerosos negocios de hostelería y comercios. Dentro de este sector, destacar por el gran número de puestos de trabajo que generan, el Centro La Providencia, dedicado a la atención a personas con discapacidad, perteneciente al Instituto Secular Hogar de de Nazaret y la Residencia de Ancianos San Juan Macías, de la congregación Religiosa Dominicas Hijas de Nuestra Señora de Nazaret.  

## Cultura

### Eventos culturales
- Jornadas Gastronómicas y Artesanales: Se celebra el primer fin de semana de agosto. Consiste en el exposición y degustación de los platos típicos de antaño; así como de su artesanía tradicional.
- Feria Avícola de Ribera del Fresno “FEAVIR” (2ª semana del mes de noviembre): Consiste en la demostración y el conocimiento de las diferentes especies de animales domésticos habituales en nuestro entorno.
- Muestra Popular de Vinos de Tierra de Barros (puente de diciembre): Feria consistente en dar a conocer la Cultura del Vino.
- Festival Folklórico Internacional de la Baja Extremadura .

## Patrimonio cultural inmaterial

### Festividades
Las fiestas que posee la localidad a lo largo del año son las siguientes:
- Jueves de Compadres: Tiene una estrecha relación con la celebración del Carnaval. Se celebra dos jueves antes del miércoles de ceniza, por lo que, al igual que este, no tiene una fecha fija en el calendario, variando cada año en función de la Semana Santa. Consiste en la escapada al campo de los habitantes de la localidad, agrupados en pandilla, para degustar los productos típicos de la matanza. A lo largo del día éstos realizan muñecos de paja con atributos sexuales muy marcados. Estos muñecos participarán en el “concurso de compadres” para después ser quemados en una hoguera cerca del arroyo Valdemdel.
- San Isidro: Se celebra el 15 de mayo donde todos los vecinos del pueblo se van al campo a degustar los productos típicos. Por la noche, y durante 3 días hay baile hasta altas horas de la madrugada.
- Fiestas del Emigrante (15 de agosto): Tradicional fiesta en honor de todos los emigrantes que vienen a Ribera del Fresno en vacaciones.
- Fiestas y Ferias en honor del Santísimo Cristo de la Misericordia (14 de septiembre). Es la fiesta principal del pueblo y dura 4 días.
- Romería al Pozo de San Juan Macías (Tercer domingo de septiembre): Todos los ribereños se concentran en el Pozo de San Juan Macías para celebrar la tradicional romería y pasar un día de campo en honor del santo y patrón de Ribera del Fresno.

### Gastronomía
Ribera del Fresno ofrece una gastronomía derivada fundamentalmente de los productos típicos de la comarca: vinos de excelente calidad o aceite de oliva virgen extra. De hecho, los vinos de Ribera del Fresno están incluidos dentro de la Denominación de Origen.
Pero es en la comida donde se denota una gran variedad destacando el gazpacho, bacalao en cantina, el escabeche, la caldereta de cordero, la pescadilla, tapas de guarrino, migas, garbanzos guisados con romanzas, repápalos de leche, etc.
En cuanto a los dulces típicos de la localidad se subrayan las roscas de candil, las flores, los prestines, los tirabuzones, perrunillas, bizcochos, bollos de Pascua típicos de Semana Santa, coquillos, roscas fritas...